# Rocky Peeters
Rocky Peeters (Herentals, 18 augustus 1979) is een Belgische voetbaltrainer en voormalig voetballer. Peeters was een middenvelder.

## Spelerscarrière
Peeters heeft zijn jeugdopleiding bij Linda Olen en K. Lierse SK genoten, eerst als linkerflankspeler daarna als verdedigende middenvelder. Hij heeft met Linda Olen en Lierse verschillende malen kampioen gespeeld. Op een internationaal jeugdtoernooi in Metz werd hij uitgeroepen tot speler van het toernooi, hoewel zijn ploeg slechts als derde eindigde.
Daarna is hij bij KFC Verbroedering Geel doorgebroken waar hij op meerdere posities werd uitgespeeld. Vervolgens speelde hij bij Zuid-West, opnieuw bij Geel, dan bij KSV Roeselare waar hij mee promoveerde naar Eerste klasse. In januari 2006 werd hij naar Sint-Truidense VV getransfereerd, alvorens in juni 2008 de overstap te maken naar Germinal Beerschot. In 2009 werd hij uitgeleend aan Enosis Neon Paralimni, de ploeg waar Čedomir Janevski trainer was op dat moment. In de zomer van 2011 besloot Peeters te gaan spelen bij tweedeklasser KVK Tienen. Hoewel zijn ploeg degradeerde, besloot hij om het avontuur in Derde klasse aan te gaan. Op 22 januari 2013 kregen Peeters en zijn ploegmaten te horen dat de club in vereffening ging maar het seizoen in Derde klasse afmaakte. Peeters zakte met de club, omgedoopt tot KVK Tienen-Hageland, maar werd als speler-trainer meteen kampioen in Vierde klasse. In 2015 stapte hij over naar Olympia Wijgmaal, waar hij in 2018 zijn spelerscarrière afsloot.

## Trainerscarrière
Vanaf het seizoen 2013/14 werd Peeters naast speler ook hoofdtrainer van KVK Tienen. In zijn eerste seizoen als coach veroverde hij de titel in Vierde klasse C, waardoor Tienen promoveerde naar Derde klasse. In Derde klasse parkeerde hij Tienen vervolgens op een dertiende plek.
In december 2017 werd Peeters opnieuw speler-trainer, ditmaal bij Olympia Wijgmaal, waar hij sinds 2015 speelde. Na zijn spelersafscheid op het einde van het seizoen 2017/18 werd hij voltijds hoofdtrainer van de club. Op 5 april 2019 ruilde hij Wijgmaal in voor Lierse Kempenzonen, de geestelijke opvolger van het Lierse SK waar hij zijn jeugdopleiding had genoten. Op 16 oktober 2019 werd hij daar ontslagen omdat de club na zeven speeldagen laatste stond met drie punten.
In februari 2020 werd Peeters aangesteld als nieuwe trainer van Bocholter VV uit Tweede klasse amateurs.

## Carrière
| seizoen    | club                         | land   | competitie             | wed. | goals |
| ---------- | ---------------------------- | ------ | ---------------------- | ---- | ----- |
| 1983/90    | Linda Olen                   | België | Jeugdploegen           |      |       |
| 1990/97    | Lierse SK                    | België | Jeugdploegen           |      |       |
| 1997/98    | Verbroedering Geel           | België | Reserven Tweede Klasse | 8    | 0     |
| 1998/99    | Verbroedering Geel           | België | Reserven Tweede Klasse | 22   | 2     |
| 1999/00    | Verbroedering Geel           | België | Reserven Tweede Klasse | 27   | 4     |
| 2000/01    | Verbroedering Geel           | België | Tweede Klasse          | 25   | 3     |
| 2001/02    | KRC Zuid-West-Vlaanderen     | België | Tweede Klasse          | 22   | 2     |
| 2002/03    | Verbroedering Geel           | België | Tweede Klasse          | 27   | 4     |
| 2003/04    | Verbroedering Geel           | België | Tweede Klasse          | 26   | 3     |
| 2004/05    | KSV Roeselare                | België | Tweede Klasse          | 25   | 1     |
| 2005/06    | KSV Roeselare                | België | Jupiler League         | 16   | 6     |
| 2005/06    | Sint-Truiden VV              | België | Jupiler League         | 14   | 3     |
| 2006/07    | Sint-Truiden VV              | België | Jupiler League         | 24   | 2     |
| 2007/08    | Sint-Truiden VV              | België | Jupiler League         | 29   | 4     |
| 2008/09    | Germinal Beerschot           | België | Jupiler Pro League     | 15   | 0     |
| 2009/10    | Enosis Neon Paralimni (huur) | Cyprus | A Divizion             | 26   | 2     |
| 2010/11    | Germinal Beerschot           | België | Jupiler Pro League     |      |       |
| 2011/12    | KVK Tienen                   | België | Tweede Klasse          | 18   | 1     |
| 2012/13    | KVK Tienen                   | België | Derde Klasse           | 17   | 2     |
| 2015/16    | Olympia Wijgmaal             | België | Vierde Klasse          |      |       |
| Bijgewerkt | 09-11-2011                   |        | Totaal                 | 341  | 39    |